# Almyra (Arkansas)
Almyra es un pueblo ubicado en el condado de Arkansas en el estado estadounidense de Arkansas. En el censo de 2010 tenía una población de 283 habitantes y una densidad poblacional de 277,33 personas por km².

## Geografía
Almyra se encuentra ubicado en las coordenadas 34°24′20″N 91°24′39″O / 34.40556, -91.41083. Según la Oficina del Censo de los Estados Unidos, Almyra tiene una superficie total de 1.02 km², de la cual 1.02 km² corresponden a tierra firme y (0%) 0 km² es agua.

## Demografía
Según el censo de 2010, había 283 personas residiendo en Almyra. La densidad de población era de 277,33 hab./km². De los 283 habitantes, Almyra estaba compuesto por el 97.88% blancos, el 2.12% eran afroamericanos, el 0% eran amerindios, el 0% eran asiáticos, el 0% eran isleños del Pacífico, el 0% eran de otras razas y el 0% pertenecían a dos o más razas. Del total de la población el 0% eran hispanos o latinos de cualquier raza.